# Геворгян, Ара
Ара Геворгян (род. 19 апреля 1960, Ереван) ― армянский музыкант, композитор и музыкальный продюсер. В 2004 году указом президента Роберта Кочаряна  удостоен звания «Заслуженный артист Республики Армения»

## Биография
Родился 19 апреля 1960 года в Ереване, Армянская ССР. Её мать ― известная армянская народная певица Вали Самвелян.
Учился одновременно в школе № 31 Еревана и в Музыкальной школе имени А. Тиграняна. В течение двух лет учился в Ереванском художественном училище № 8.
В 1987 году окончил факультете деревянных духовых инструментов и отделении эстрадной музыки Армянского государственного педагогического института, после этого до 1989 года преподавал дирижирование в том же институте, затем работал на Армянском телевидении (телепрограмма «3 Алик»).
В 1983 году основал армянскую поп-рок-группу «Ралли», была участником фестиваля «Песня-85».
Принял участие в церемонии открытия Года культуры Армении в России, которая прошла в Мюзик-холле Московского Кремля и была отмечена присутствием президентов Армении и России Роберта Кочаряна и Владимира Путина соответственно и известного французско-армянского певца Шарля Азнавура.
Сотрудничает с Дживаном Гаспаряном, Яном Гилланом, Демисом Руссосом, Педро Юсташем, Даниэлем Декером и другими. Среди его  самых популярных песен — «Адана», « Арцах», «Ов айоц ашхар» и «Овкяносиц айн когхм».
Также написал музыку к балету русской примы-балерины Анастасии Волочковой «Золотая клетка», посвященному Большому театру.
Женат, имеет дочь и сына.
Награждён российской медалью «Михаил Ломоносов» и золотой медалью Министерства культуры Армении.

## Дискография
CD
- 1995 «Օվկիանոսից այն կողմ» (За океаном)
- 1997 «Կարոտ» (Ностальгия)
- 1999 «Անի (Ани)» (лауреат премии « Армянская музыка в США»)
- 2001 «Խոր Վիրապ» (Хор Вирап) (лауреат премии Armenia Music Awards в США).
- 2005 «Ադանա» (Адана)
- 2009 «Վաղարշապատ» (Вагаршапат) (лауреат премии « Армянская музыкальная премия» в США).
- 2010 «Лучшее от Ара Геворгяна»

DVD
- 1999 «Концерт в Alex Theater», Лос-Анджелес, EYE Records
- 2002 «Мой Сардарапат», живу в Армении.
- 2003 «Ов айоц ашхар»
- 2007 «Концерт в Кремле», Москва, Россия
- 2009 «Жить в Цитадели», Алеппо, Сирия
- 2009 «Лучшее от Ара Геворгяна»